# Staatsarchiv Chemnitz

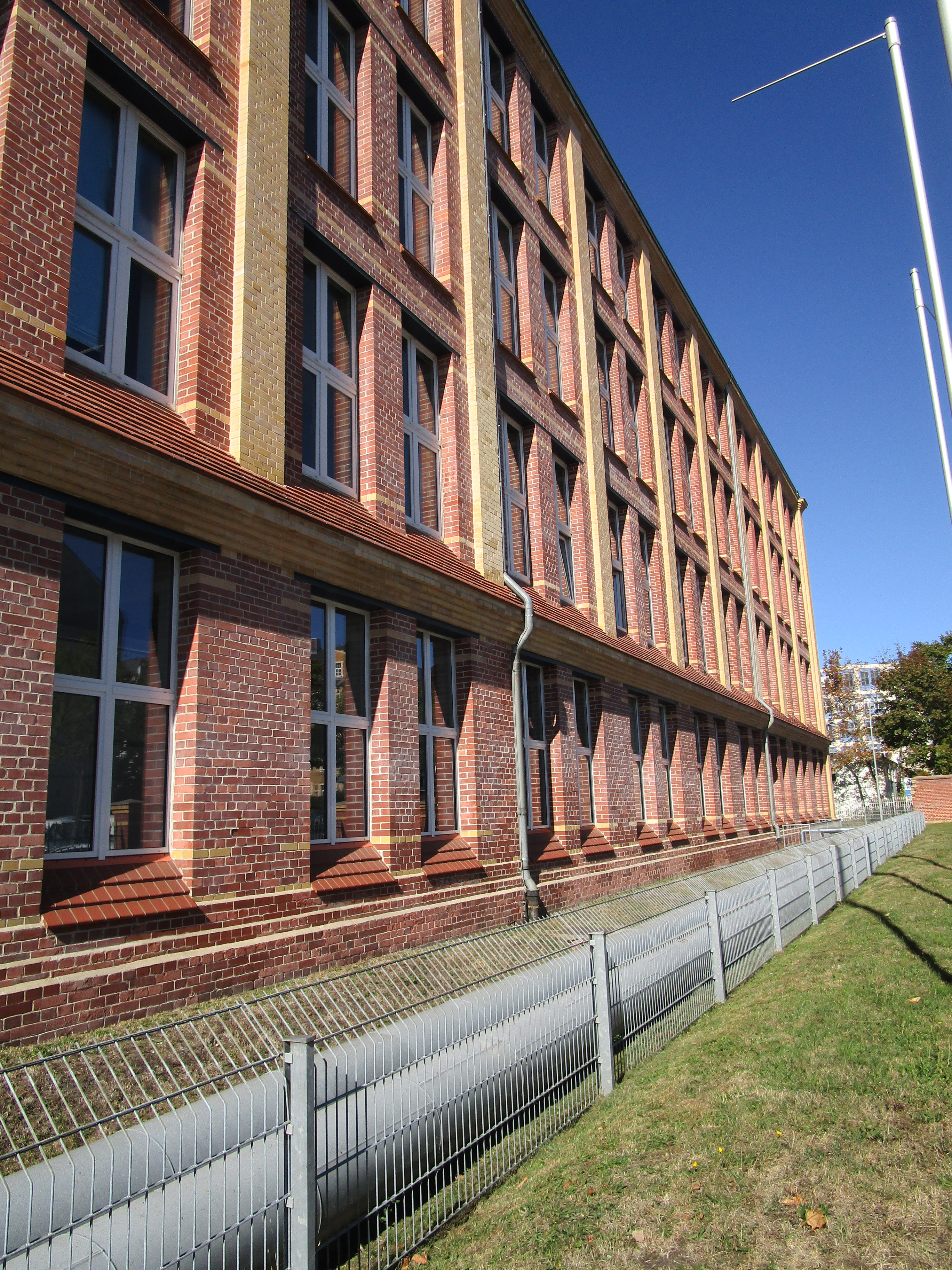
Das Staatsarchiv im Peretzhaus in Chemnitz

Das Staatsarchiv Chemnitz ist die Abteilung 4 des Sächsischen Staatsarchivs. Es verwahrt neben der staatlichen Überlieferung das Verwaltungsarchiv der Schönburgischen Herrschaften.

## Zuständigkeiten
Das Staatsarchiv Chemnitz verzeichnet rund 25 laufende Regalkilometer Urkunden, Amtsbücher, Akten, Zeichnungen, Karten und Risse sowie elektronische und andere Datenträger. Die Überlieferung reicht von der ältesten Urkunde aus dem Jahr 1233 bis in die Gegenwart.
Innerhalb des Sächsischen Staatsarchivs ist das Staatsarchiv Chemnitz zuständig für das Archivgut der Gerichte, Behörden und anderer öffentlicher Stellen im früheren Direktionsbezirk Chemnitz.

## Geschichte

### 1949–1990
Seit 1949 bestand im Schloss Forderglauchau das Staatliche Archivdepot Südwestsachsen, in dem die Bestände des 1945 enteigneten Fürstenhauses Schönburg verwahrt wurden.
Im Jahr 1951 wurde in Forderglauchau das Landesarchiv Forderglauchau gegründet. Dabei wurde die Zuständigkeit auf die Gutsarchive und lokalen Behörden des westlichen Erzgebirges und des Vogtlandes erweitert. Seit 1959 war das nunmehr als Landesarchiv Glauchau bezeichnete Archiv für sämtliche Landesbehörden und ehemaligen Gutsarchive auf dem Gebiet des Bezirkes Karl-Marx-Stadt zuständig. Wegen unzureichender Magazinräume im Schloss Forderglauchau wurde diese Zuständigkeit 1964 wieder aufgehoben und an das Landeshauptarchiv Dresden übertragen. Im Jahre 1965 wurde das Landesarchiv Glauchau als Außenstelle dem Landeshauptarchiv Dresden unterstellt. Die seit den 1960er Jahren wegen der ungeeigneten Bedingungen in Forderglauchau geforderte Errichtung eines Landesarchivs in der Bezirksstadt Karl-Marx-Stadt kam nicht zustande.
Zur Förderung regionalgeschichtlicher Forschungen wurde 1984 aufgrund eines Beschlusses des DDR-Innenministeriums in Karl-Marx-Stadt eine Außenstelle des Staatsarchivs Dresden eingerichtet. Sie nahm drei Jahre später ihre Tätigkeit auf, besaß jedoch keine eigenen Magazinräume. Im Mai 1990 erhielt das Archiv eigene Räumlichkeiten im Gebäude der SED-Bezirksleitung Karl-Marx-Stadt. Dadurch konnte das Archiv vom Ein-Mann-Betrieb auf drei Archivarsstellen erweitert werden.

### 1991 bis 2012
Nach der Wende wurde das Staatsarchiv Chemnitz 1991 zum selbstständigen Archiv und erhielt die Bestände des ehemaligen Landesarchivs Glauchau zugeordnet und Barbara Schaller zur Archivleiterin bestellt. Durch die starken Zugänge an Archivgut ehemaliger DDR-Behörden und Betriebe waren die Magazinflächen in der ehemaligen SED-Bezirksleitung im Stadtzentrum von Karl-Marx-Stadt recht bald erschöpft, so dass das Archiv 1992 als Mieter in die Maschinensäle des früheren VEB Baumwollspinnerei Karl-Marx-Stadt im Gewerbe- und Freizeitzentrum Europark in die Schulstraße an den südlichen Stadtrand umzog. Im Jahre 1999 wurde die Zuständigkeit des Archivs nach dem Standortprinzip auf alle in den Gebieten des Erzgebirgischen und Voigtländischen Kreises, der Kreisdirektion Zwickau und den Kreishauptmannschaften Chemnitz und Zwickau entstandenen stattlichen Unterlagen erweitert. Nach Barbara Schaller wurde 2000 Annegret Wenz-Haubfleisch neue Archivleiterin. Im Jahre 2001 wurde der Archivstandort Chemnitz gesichert, zuvor bestanden seit den 1990er Jahren Überlegungen zur Auflösung des Archives und Verlagerung der Bestände in das im Staatsbesitz befindliche Schloss Hubertusburg. Ab 2002 erfolgte die Übernahme der in die Zuständigkeit gehörigen Bestandes aus dem Hauptstaatsarchiv Dresden. Zum 1. Januar 2005 wurde das Staatsarchiv Chemnitz mit dem Referat Archivwesen beim Sächsischen Staatsministerium des Innern sowie den Staatsarchiven in Dresden, Freiberg und Leipzig zum „Sächsischen Staatsarchiv“ zusammengefasst. Seit 2007 leitet der vormalige Abteilungsleiter des Bergarchivs Freiberg Raymond Plache das Haus.

### 2013 bis heute
Ein Umzug des Staatsarchivs Chemnitz in das zentrumsnähere Peretzhaus an der Elsasser Straße erfolgte 2012/13. Der Mietvertrag zwischen dem Staatsbetrieb Sächsisches Immobilien- und Baumanagement und der FME Verwaltungs GmbH wurde am 19. August 2010 unterzeichnet. Neben umfangreichen Umbauarbeiten am Peretzhaus war der Neubau eines Magazingebäudes notwendig. Das Archiv war seit 1. Februar 2012 wegen Vorbereitung und Durchführung des Umzugs geschlossen. Die Wiedereröffnung für den Benutzerverkehr im Peretzhaus erfolgte am 13. Mai 2013.

## Stolpersteine
Zur Erinnerung an die Familie Peretz, die Eigentümerin der Strumpffabrik im Gebäude des heutigen Archivs war und in der Zeit des Nationalsozialismus enteignet, verfolgt und getötet wurde, liegen drei Stolpersteine im Bürgersteig vor dem Eingang zum Archivgebäude.

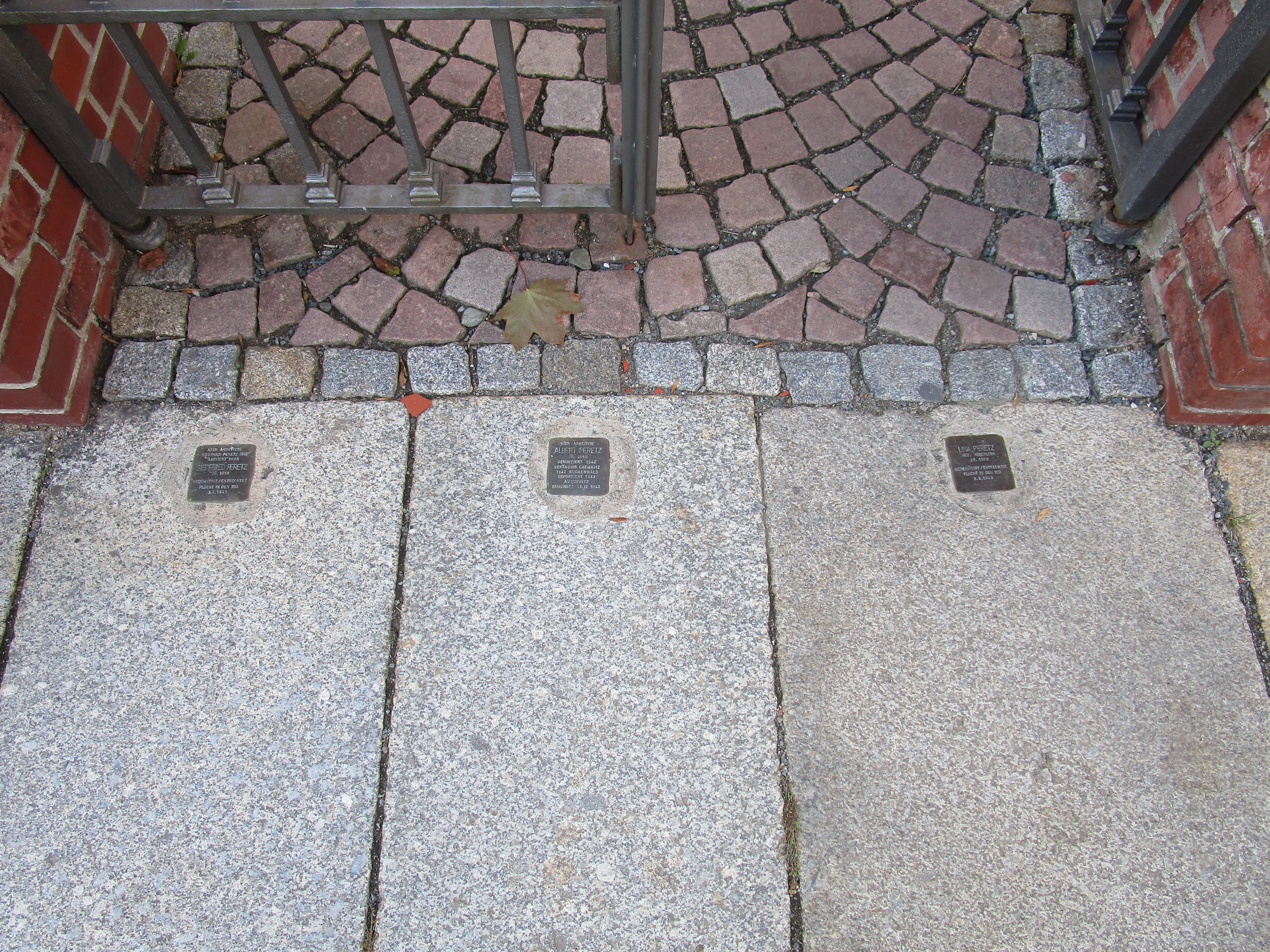
Drei Stolpersteine vor dem Eingang
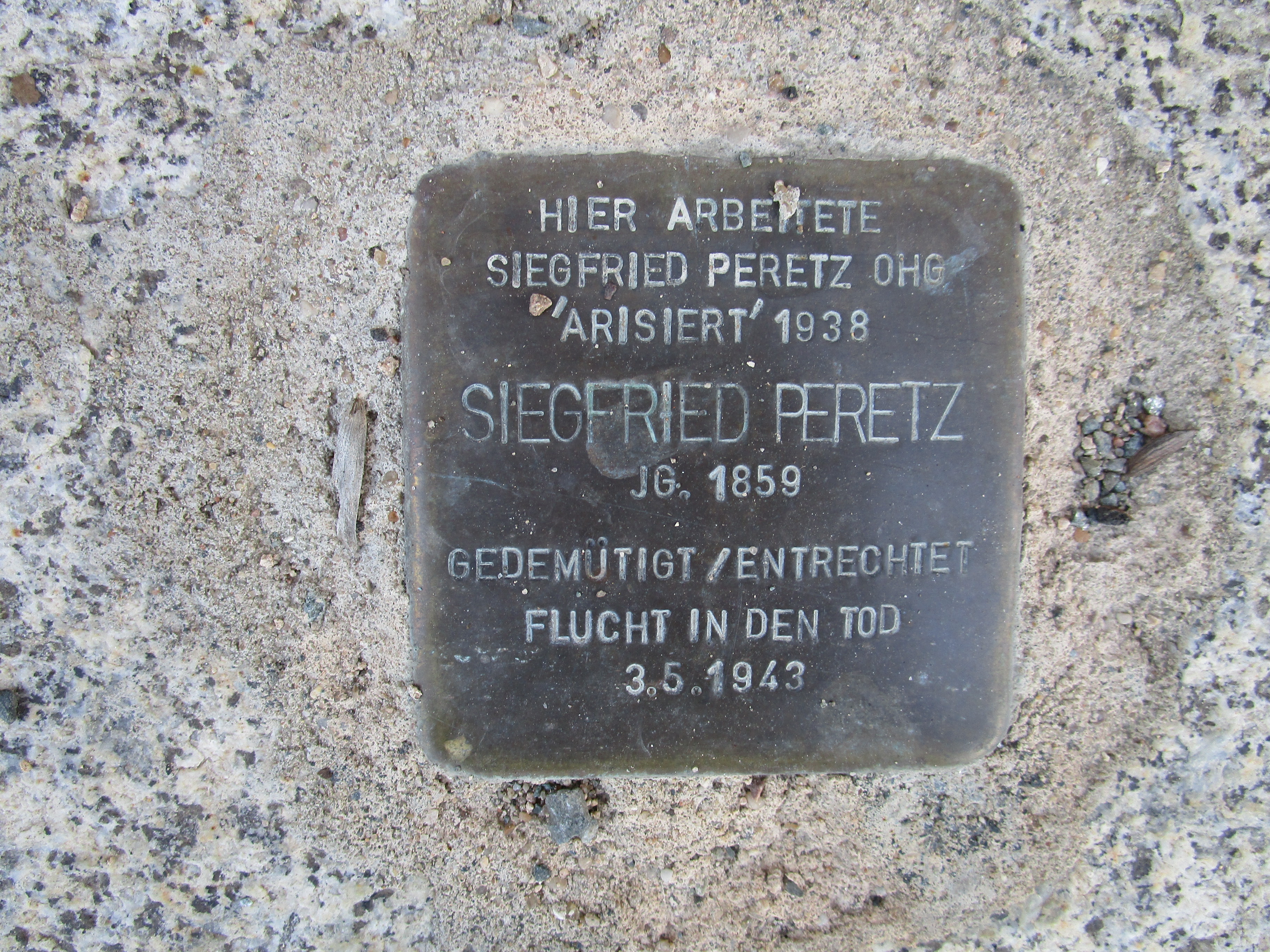
Stolperstein für Siegfried Peretz
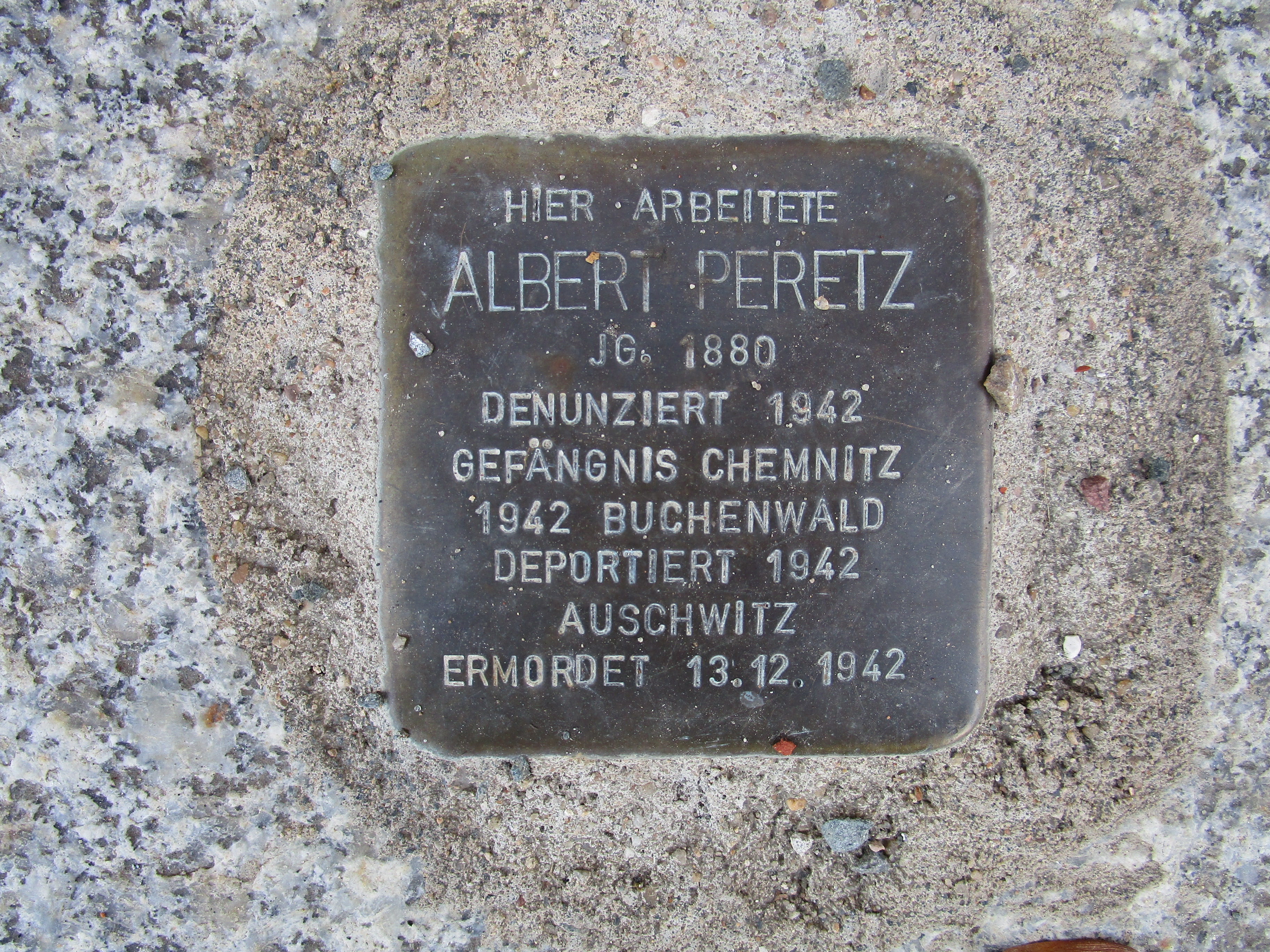
Stolperstein für Albert Peretz
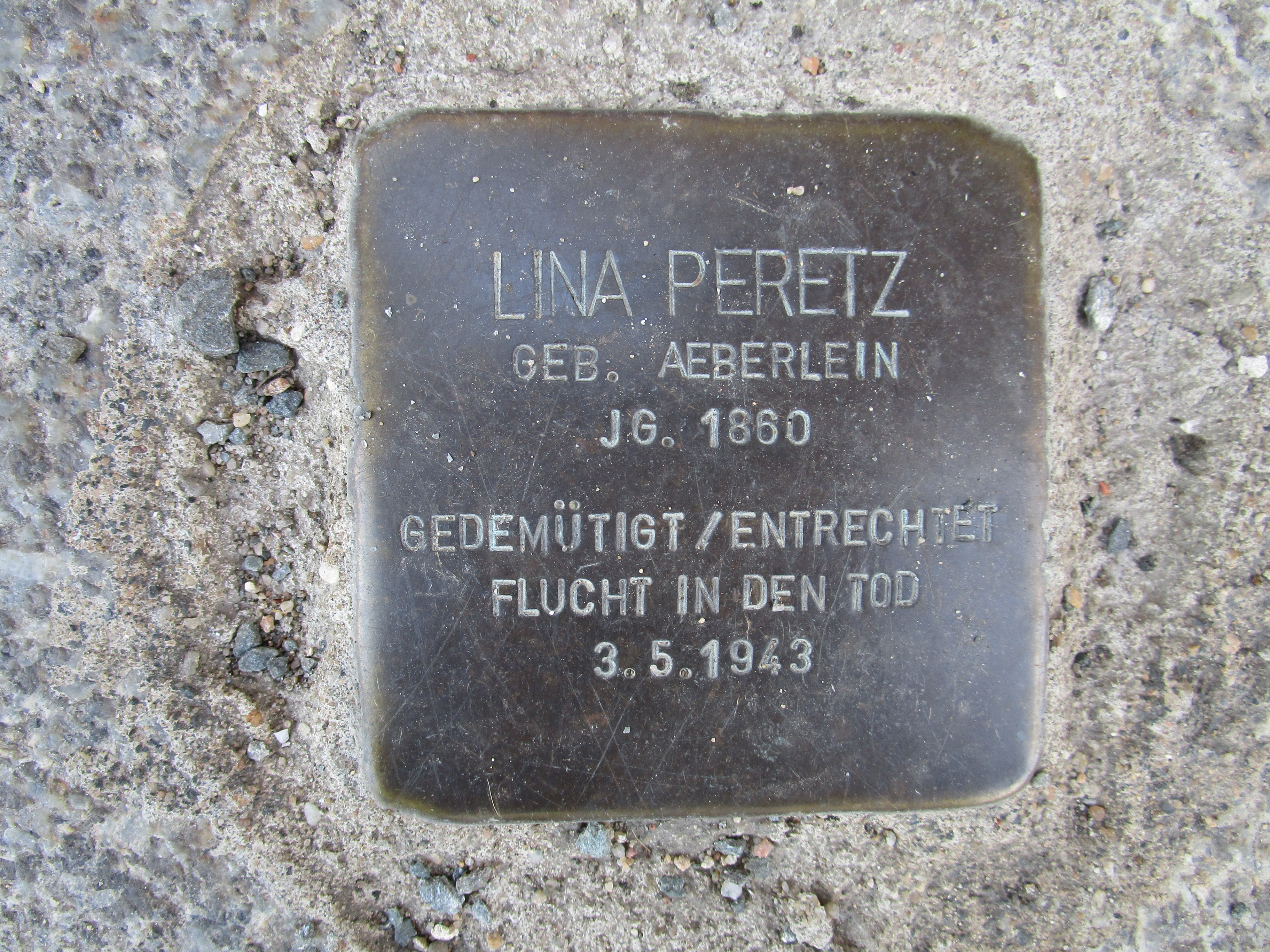
Stolperstein für Lina Peretz
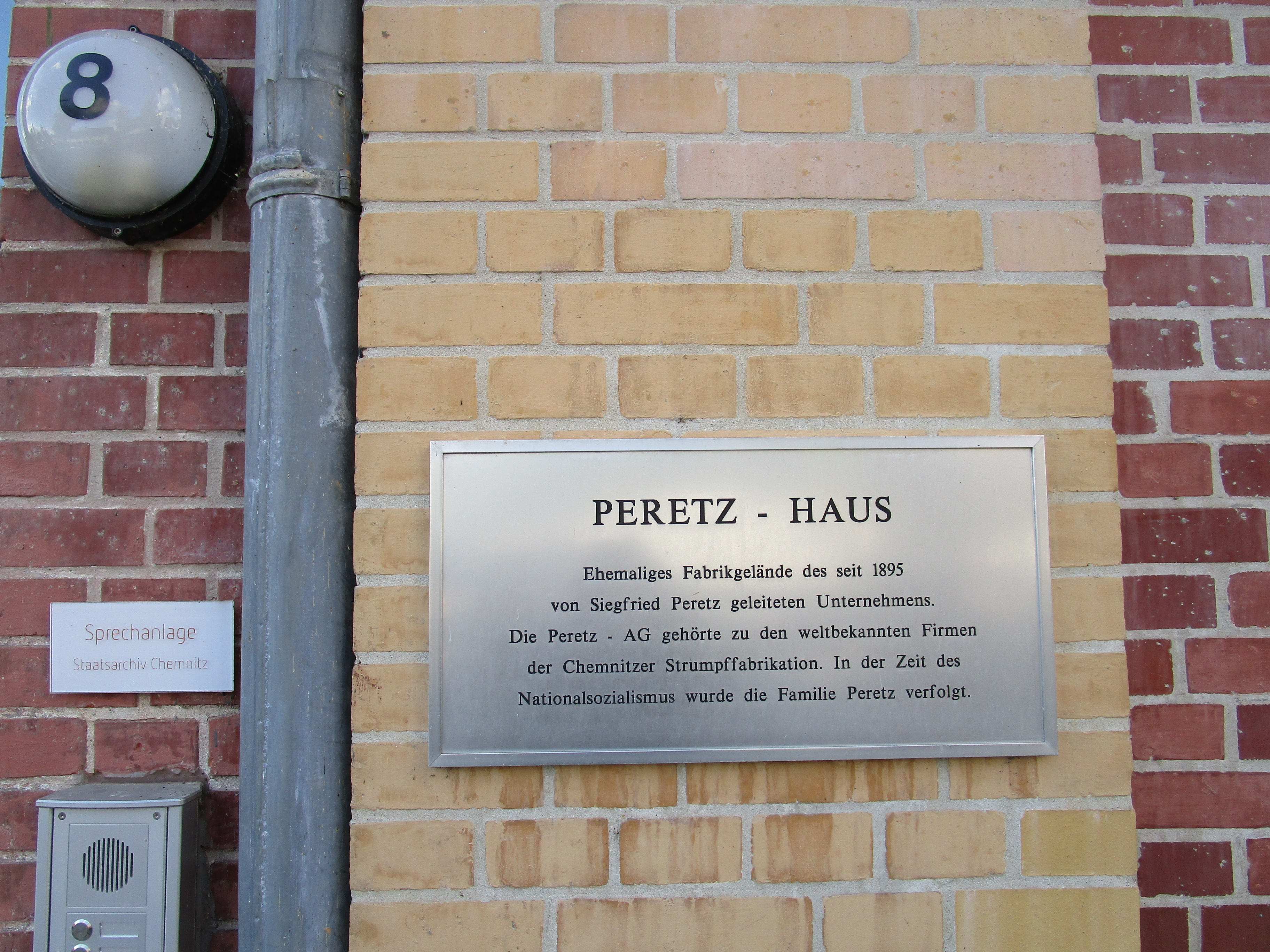
Tafel zur Erinnerung an Firma Peretz

## Sekundärliteratur
- Geschichtsüberblick in „Der Archivar“ (2003), Heft 3, S. 228–230
- Ingrid Grohmann (Hrsg.): Archive im Freistaat Sachsen. Archiv- und Beständeführer, Sächsisches Staatsarchiv Leipzig 1995.